# باربرا يو لينغ
باربرا يو لينغ (بالإنجليزية: Barbara Yu Ling)‏ هي ممثلة بريطانية، ولدت في 4 نوفمبر 1938 في سنغافورة، وتوفيت في 1 أبريل 1997 في المملكة المتحدة.

## وصلات خارجية
- باربرا يو لينغ على موقع IMDb (الإنجليزية)
- باربرا يو لينغ على موقع أول موفي (الإنجليزية)
- باربرا يو لينغ على موقع قاعدة بيانات الأفلام السويدية (السويدية)
- باربرا يو لينغ على موقع قاعدة بيانات الفيلم (الإنجليزية)
- باربرا يو لينغ على موقع كينوبويسك (الروسية)